# Узагальнена задача про призначення
У прикладній математиці під узагальненою задачею про призначення розуміють задачу комбінаторної оптимізації, що є узагальненням задачі про призначення, в якій множина виконавців має розмір, не обов'язково рівний розміру множини робіт. При цьому виконавця можна призначити для виконання будь-яких робіт (не обов'язково однієї роботи, як у задачі про призначення). При призначенні виконавця для виконання роботи задається дві величини — ціна і дохід. Кожен виконавець має певний бюджет, так що сума всіх витрат не повинна перевищувати цього бюджету. Потрібно знайти таке призначення виконавців для виконання робіт, щоб максимізувати прибуток.

## Особливі випадки
У разі, коли бюджети виконавців і всі вартості робіт дорівнюють 1, задача перетворюється на задачу про максимальне парування.
Якщо ціни і доходи для всіх призначень виконавців на роботи рівні, завдання зводиться до мультиплікативного рюкзака.
Якщо є всього один агент, задача зводиться до задачі про рюкзак.

## Визначення
Є n робіт {\displaystyle x_{1},\dots ,x_{n}} і m виконавців {\displaystyle b_{1},\dots ,b_{m}}. Кожен виконавець {\displaystyle b_{i}} має бюджет {\displaystyle w_{i}}. Для кожної пари виконавець {\displaystyle b_{i}} і робота {\displaystyle x_{j}} задано дохід {\displaystyle p_{i,j}} і вагу {\displaystyle w_{i,j}}. Розв'язком є підмножина робіт U і розподіл робіт з U за виконавцями. Розв'язок допустимий, якщо сума витрат на призначені роботи виконавця {\displaystyle b_{i}} не перевершує бюджету {\displaystyle w_{i}}. Доходом від розв'язку є сума всіх доходів усіх розподілів робота-виконавець.
Математично узагальнену задачу про призначення можна сформулювати так:
максимізувати {\displaystyle \sum _{i=1}^{m}\sum _{j=1}^{n}p_{ij}x_{ij}.}
при {\displaystyle \sum _{j=1}^{n}w_{ij}x_{ij}\leq w_{i}\qquad i=1,\ldots ,m};
{\displaystyle \sum _{i=1}^{m}x_{ij}\leq 1\qquad j=1,\ldots ,n};
{\displaystyle x_{ij}\in \{0,1\}\qquad i=1,\ldots ,m,\quad j=1,\ldots ,n};
Узагальнена задача про призначення є NP-складною і навіть APX-складною.
Фляйшер, Гоманс, Мірокні і Свириденко запропонували комбінаторний алгоритм локального пошуку з апроксимацією {\displaystyle (2+\varepsilon )} та алгоритм на основі лінійного програмування з апроксимацією {\displaystyle ({\frac {e}{e-1}}+\varepsilon )}.
Апроксимація {\displaystyle ({\frac {e}{e-1}}+\epsilon )} є кращою відомою апроксимацією узагальненої задачі про призначення.

## Жадібний апроксимаційний алгоритм
Використовуючи алгоритм {\displaystyle \alpha }-апроксимації задачі про призначення, можна створити ({\displaystyle \alpha +1})-апроксимацію для узагальненої задачі про призначення на зразок жадібного алгоритму, використовуючи концепцію залишку доходу. Алгоритм ітераційно створює попередню послідовність, в якій на ітерації {\displaystyle j} передбачається закріпити роботи за виконавцем {\displaystyle b_{j}}. Вибір для виконавця {\displaystyle b_{j}} може змінитися в подальшому при закріпленні робіт за іншими виконавцями. Залишок доходу роботи {\displaystyle x_{i}} для виконавця {\displaystyle b_{j}} дорівнює {\displaystyle p_{ij}}, якщо {\displaystyle x_{i}} не віддано іншому виконавцю, і {\displaystyle p_{ij}} — {\displaystyle p_{ik}}, якщо роботу віддано виконавцю {\displaystyle b_{k}}.
Формально: Використаємо вектор {\displaystyle T} для попереднього вибору і в цьому векторі
{\displaystyle T[i]=j} означає, що на роботу {\displaystyle x_{i}} передбачається призначити виконавця {\displaystyle b_{j}},
{\displaystyle T[i]=-1} означає, що на роботу {\displaystyle x_{i}} нікого не призначено.
Залишок доходу на ітерації {\displaystyle j} позначається через {\displaystyle P_{j}}, де
{\displaystyle P_{j}[i]=p_{ij}}, якщо роботу {\displaystyle x_{i}} не обрано (тобто {\displaystyle T[i]=-1})
{\displaystyle P_{j}[i]=p_{ij}-p_{ik}}, якщо роботу {\displaystyle x_{i}} передбачається віддати виконавцю {\displaystyle b_{k}} (тобто {\displaystyle T[i]=k}).
Отже, алгоритм виглядає так:
Присвоюються початкові значення {\displaystyle T[i]=-1} для всіх {\displaystyle i=1\ldots n}
Для всіх {\displaystyle j=1...m} виконати:
Використовується алгоритм апроксимації для отримання розподілу робіт для виконавця {\displaystyle b_{j}}, використовуючи функцію залишку доходу {\displaystyle P_{j}}. Позначаються вибрані роботи {\displaystyle S_{j}}.
Підправляється {\displaystyle T}, використовуючи {\displaystyle S_{j}}, тобто {\displaystyle T[i]=j} для всіх {\displaystyle i\in S_{j}}.
кінець циклу